# 克里格峰
克里格峰（英語：Krieger Peak）是南極洲的山峰，位於亞歷山大一世島南部，屬於斯特卡托峰的一部分，在1935年由美國極地探險家拍攝空中照片，現時由南極條約體系管理。